# Fujiwara no Akisuke
Fujiwara no Akisuke (藤原顕輔?; 1090 – 8 giugno 1155) è stato un poeta giapponese waka del tardo periodo Heian.
Era un kuge (nobile di corte), terzo figlio dello Shōsanmi (正三位?, Terzo grado senior) Fujiwara no Akisue. Ha avuto diversi figli tra cui Fujiwara no Kiyosuke, Fujiwara no Shigeie, Fujiwara no Suetsune, la moglie di Konoe Motozane, la moglie di Kujō Kanezane e il monaco buddista Kenjō (come figlio adottivo). Membro della famiglia Rokujō del clan Fujiwara, era anche conosciuto come Sakyō no Daibu Akisuke (左京大夫 顕輔).

## Biografia
Gli fu concesso un titolo nobiliare nel 1100, poco dopo fu nominato in no Kinshin (vassallo) dell'imperatore in pensione Shirakawa. Dopo aver prestato servizio come Kaga no Kami (governatore della provincia di Kaga) e Nakatsukasa Gon Daisuke, fu promosso a Shōshiinoge (正四位下?, Quarto grado senior, grado inferiore) nel dicembre 1118. Nell'ottobre 1137 gli fu conferito il rango di Jusanmi (従三位?, Terzo grado junior). A gennaio fu nominato Sakyō no Daibu (左京大夫) e nel luglio 1148 raggiunse il rango di Shōsanmi (正三位?, Terzo grado senior). Morì l'8 giugno 1155.

## Poesia
Circondato da numerosi poeti di talento, ha svolto un ruolo attivo in molti raduni e concorsi di poesia waka (uta-awase), tra cui il Concorso di poesia tenutosi presso l'ala nord della residenza imperiale di Toba (鳥羽殿北面歌合?, Toba den hokumen utaawase) nel 1116. Ereditò il Concorso di poesia in onore di Hitomaro che incarnava la gloria poetica del Rokujō Toke (la famiglia Rokujō del clan Fujiwara). Nel 1144 fu incaricato dall'imperatore in pensione Sutoku di compilare un'antologia imperiale, lo Shika Wakashū, che fu completata nel 1151.
Ottantaquattro sue poesie sono state incluse nelle raccolte imperiali di poesie waka, a partire dal Kin'yō Wakashū (14 poesie), compilò anche un'antologia privata intitolata Sakyō Daibu Akisuke-dono-shū (Akira Suke-shū). Una sua poesia è stata selezionata per l'Ogura Hyakunin isshu:
(Hyakunin isshu n.79 (Shin Kokin Wakashu, Autunno, 413))